# Cherkasy (tỉnh)
Tỉnh Cherkasy (tiếng Ukraina: Черкаська область) là một tỉnh (oblast) ở miền trung của Ukraina, nằm dọc sông Dnieper. Tỉnh này có diện tích 20.900 km², là tỉnh lớn thứ 18 của quốc gia này, dân số thời điểm đầu năm 2009 là 1,33 triệu người. Trung tâm hành chính đóng ở thành phố Cherkasy. Toàn tỉnh có 20 huyện (raion), 6 thành phố trực thuộc tỉnh, 14 thị trấn (trực thuộc các huyện), 30 khu đô thị và 1129 xã.
Về phía tây, tỉnh Cherkasy giáp các tỉnh Kyiv về phía bắc, phía nam giáp tỉnh Kirovohrad, phía đông giáp tỉnh Poltava, phía tây giáp tỉnh Vinnytsia.